# Bukittinggi
Bukittinggi (auch: Bukit Tinggi, indonesisch für „hoher Hügel“) ist eine autonome Stadt (indonesisch Kota) im Zentrum der Provinz Westsumatra auf der indonesischen Insel Sumatra.

## Geografie

### Lage
Die Stadt liegt auf Höhen zwischen 780 und 930 Metern in den Hügeln des Barisangebirges und ist ringsum vom Kabupaten Agam eingeschlossen. Sie erstreckt sich zwischen 0° 16′ und 0° 20′ n. Br. sowie zwischen 100° 20′ und 100° 25′ ö. L. Bis zum westlich gelegenen See (Danau) Malinau sind es zwölf Kilometer, zu den näher liegenden Städten Padang Panjang 19, Payakumbah 33, Solok 73, Pariaman 77 und Padang 91 Kilometer; nach Medan 730, Palembang 795 und ins nördliche Banda Aceh 1337 Kilometer.
Sie ist die größte Stadt im Minangkabau-Hochland und umfasst eine Fläche von 24,17 km2. Mitte 2023 beherbergte sie 135.489 Einwohnern: 67.595 Frauen (49,89 %) und 67894 Männer (50,11 %). Ihre Altstadt erstreckt sich nördlich einer steilen Schlucht, dem Sianok-Canyon.

### Wetter und Klima
Auf Grund der Äquatornähe herrscht, wie in ganz Indonesien, tropisches Regenwaldklima (feuchttropisches Klima). Man unterscheidet eine trockene Jahreszeit (Juni bis September) und die Regenzeit (August bis November). Nachfolgende Wetterdaten oberhalb der Klimatabelle widerspiegeln historische Wetterdaten der Quelle.
Die durchschnittliche Jahreshöchsttemperatur in Bukittinggi beträgt 27,3 °C, während die durchschnittliche Jahresmindesttemperatur 21,9 °C erreicht. Die durchschnittliche Tagestemperatur für das ganze Jahr beträgt 24,6 °C.
Der Februar ist der wärmste Monat in Bukittinggi, in dem die durchschnittlichen Höchsttemperaturen 28 °C und die Tiefsttemperaturen 22 °C erreichen. Im Gegensatz dazu ist der November der kälteste Monat des Jahres mit Höchsttemperaturen von 27 °C und Tiefsttemperaturen um 22 °C.
Der durchschnittliche jährliche Niederschlagsmenge beträgt etwa 7.481 mm. Der meiste Niederschlag fällt in Bukittinggi im April (755,9 mm) mit einer Niederschlagswahrscheinlichkeit von etwa 83 %. Hingegen fällt im Juni der wenigste Niederschlag (394 mm) mit einer Niederschlagswahrscheinlichkeit von 60 %.
|                        | Jan  | Feb  | Mär  | Apr  | Mai  | Jun  | Jul  | Aug  | Sep  | Okt  | Nov  | Dez  |   |      |
| Mittl. Temperatur (°C) | 22,4 | 22,5 | 22,8 | 22,8 | 23,0 | 22,1 | 22,2 | 22,0 | 21,6 | 21,6 | 22,9 | 21,6 | ⌀ | 22,3 |
|                        |      |      |      |      |      |      |      |      |      |      |      |      |   |      |
| Niederschlag (mm)      | 236  | 234  | 191  | 379  | 319  | 254  | 155  | 201  | 258  | 187  | 409  | 187  | Σ | 3010 |
|                        |      |      |      |      |      |      |      |      |      |      |      |      |   |      |
| Regentage (d)          | 13   | 8    | 17   | 22   | 20   | 19   | 16   | 17   | 18   | 20   | 24   | 17   | Σ | 211  |
|                        |      |      |      |      |      |      |      |      |      |      |      |      |   |      |
| Luftfeuchtigkeit (%)   | 91   | 90   | 89   | 91   | 91   | 92   | 90   | 91   | 92   | 91   | 92   | 92   | ⌀ | 91   |

|  |

|  |

|  |

|  |

|  |

|  |

|  |

|  |

|  |

|  |

|  |

|  |

|  |

|  |

|  |

|  |

|  |

|  |

|  |

|  |

|  |

|  |

|  |

|  |

Die Sonne schien am häufigsten im März (66,8 % des Tages), am geringsten im September (35,4 %).

### Administrative Gliederung
Die Stadt gliedert sich in drei Distrikte/Unterbezirke (indonesisch Kecamatan) mit 24 städtisch geprägten Dörfern (indonesisch Kelurahan). Diese gliedern sich weiterhin in 338 RT (indonesisch Rukun Tetangga, also etwa Nachbarschaftsverbände) und 106 RW (indonesisch Rukun Warga).
Im Volkszählungsjahr 2020 gab es 29.247 Haushalte mit durchschnittlich 4,14 Personen pro Haushalt.
| Code 1   | Kecamatan Distrikt         | Fläche (km²) | Einw. Zensus 2010 2 | Volkszählung 2020 | Volkszählung 2020 | Volkszählung 2020 | Anzahl der Kel. / RT 6 |
| Code 1   | Kecamatan Distrikt         | Fläche (km²) | Einw. Zensus 2010 2 | Einw. 3           | 0Dichte 40        | Sex Ratio 5       | Anzahl der Kel. / RT 6 |
| -------- | -------------------------- | ------------ | ------------------- | ----------------- | ----------------- | ----------------- | ---------------------- |
| 13.75.01 | Guguk Panjang              | 6,831        | 41.643              | 41.391            | 6.059,3           | 99,72             | 7 / 108                |
| 13.75.02 | Mandiangin Koto Selayan000 | 12,156       | 44.928              | 53.035            | 4.362,9           | 100,13            | 9 / 138                |
| 13.75.03 | Aur Birugo Tigo Baleh      | 6,252        | 24.741              | 26.602            | 4.255,0           | 100,20            | 8 / 92                 |
| 13.75    | Kota Bukittinggi           | 25,239       | 111.312             | 121.028           | 4795,3            | 100,00            | 24 / 338               |

## Demographie
Unter den sieben autonomen Städten in der Provinz Sumatra Barat nimmt Bukittinggi hinsichtlich der Fläche vor Padang Panjang den sechsten Platz ein, bevölkerungsmäßig liegt sie hinter Padang und Payakumbuh auf dem dritten Platz. Sie nimmt aber einen Spitzenplatz in der Bevölkerungsdichte ein.
1980 ergab die Volkszählung 70.891 Einwohner, zehn Jahre später 83.811. Zur fünften Volkszählung im September 2000 (indonesisch Sensus Penduduk – SP2000) lebten in der Stadt 91.983 Menschen – 46.684 Frauen (50,75 %) und 45.299 Männer. Zehn Jahre später war der Frauenanteil um fast einen Prozentpunkt gestiegen (57.467 Frauen = 51,63 % und 53.845 Männer). Beim letzten Zensus von 2020 kippte schließlich der Frauenüberschuss und der Frauenanteil sank um 1,63 % (60.515 Männer und 60.513 Frauen). Im Jahr 2006 überschritt die Einwohnerzahl die Grenze von 100.000.
Die vorherrschende Religion war und ist der Islam. Der Anteil der Christen (2.057 Protestanten, 1.114 Katholiken) lag im Jahr 2020 bei 2,50 Prozent. Die meisten Christen lebten in den Kecamatan Maniangin Koto Selayan (1.688 von 54.121 bzw. 3,12 %). Erwähnenswert sind noch 166 Buddhisten und 5 Hindus. 2020 gab es gebäudemäßig 46 Moscheen und 164 kleinere Gebetsräume (indonesisch Mushola) sowie zwei Kirchen im Kecamatan Guguk Panjang (für jede christliche Konfession eine) und einen buddhistischen Tempel, ebenfalls dort.

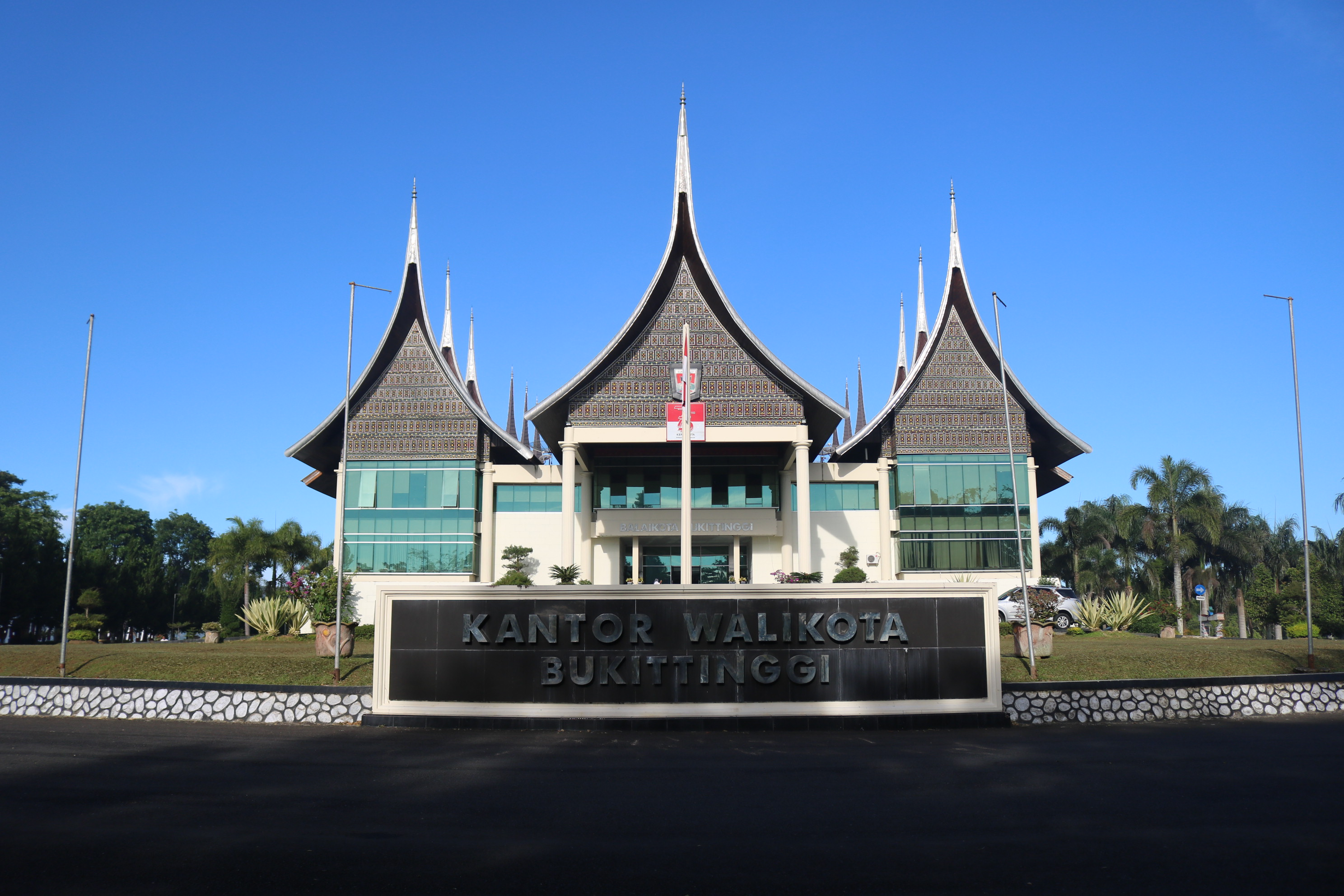
Das Rathaus der Stadt

### Soziale Daten 2020
| Merkmal                                                            | Kabupaten | 0Provinz Sumatra Barat0 |
| ------------------------------------------------------------------ | --------- | ----------------------- |
| Bevölkerung unterhalb der Armutsgrenze (Tsd.)0                     | 06,01     | 344,23                  |
| Anteil der „armen Bevölkerung“ (indonesisch Penduduk miskin) (%)00 | 04,54     | 006,28                  |
| Arbeitslosenrate (%)                                               | 07,22     | 007,51                  |
| Lebenserwartung bei der Geburt (Jahre)                             | 74,38     | 069,47                  |
| HDI-Index                                                          | 80,58     | 072,38                  |
| Analphabetenrate (in %, 15–64 J.)                                  | 00,04     | 000,41                  |
| Abhängigenquotient 1                                               | 48,11     | 046,58                  |
| Anteil der Altersgruppen                                           | 0Real0    | 0Prozentual0            |
| Kinder (<15 J.)                                                    | 31.2020   | 025,78                  |
| arbeitsfähige Bevölkerung (15–64 J.)                               | 82.5030   | 068,17                  |
| Rentner und Pensionäre (>65 J.)                                    | 07.3230   | 006,05                  |

### Aktuelle Bevölkerungsdaten für die Jahre 2020 bis 2023
Nachfolgende Tabelle gibt den Einwohnerstand zum Zensus im September 2020, zum Jahresende 2022 (Semester II/2022) und zur Jahresmitte 2023 (Semester I/2023) für jeden Keluran und  (zusammengefasst) für die drei Kecamatan wieder. Die letzten beiden Daten entstammen der Fortschreibung durch die örtlichen Zivilregistrierungsbüros (Disdukcapil, indonesisch Dinas Kependudukan dan Pencatatan Sipil).
| Kecamatan                      | Fläche (km²) | Bevölk. Zensus 2020 | Bevölkerung Ende 2022 | Bevölkerung Ende 2022 | Bevölkerung Ende 2022 | Bevölk. Mitte 2023 | Anzahl der | Anzahl der |
| Kelurahan                      | Fläche (km²) | Bevölk. Zensus 2020 | Gesamt                | männlich              | weiblich              | Bevölk. Mitte 2023 | RT         | RW         |
| Guguk Panjang (7)              | 6,83         | 41.391              | 47.123                | 23.667                | 23.456                | 47.490             | 108        | 33         |
| ------------------------------ | ------------ | ------------------- | --------------------- | --------------------- | --------------------- | ------------------ | ---------- | ---------- |
| Bukit Cangang Kayu Ramang      | 0,47         | 2.063               | 2.339                 | 1.188                 | 1.151                 | 2.392              | 10         | 5          |
| Tarok Dipo                     | 1,48         | 15.296              | 17.910                | 8.913                 | 8.997                 | 18.057             | 25         | 6          |
| Pakan Kurai                    | 0,87         | 6.414               | 7.352                 | 3.788                 | 3.564                 | 7.366              | 17         | 6          |
| Aur Tajungkang Tengah Sawah    | 0,69         | 6.960               | 7.856                 | 3.946                 | 3.910                 | 7.971              | 19         | 5          |
| Benteng Pasar Atas             | 0,56         | 1.194               | 1.449                 | 704                   | 745                   | 1.465              | 9          | 3          |
| Kayu Kubu                      | 0,91         | 3.754               | 4.191                 | 2.103                 | 2.088                 | 4.192              | 13         | 3          |
| Bukit Apit Puhun               | 1,85         | 5.710               | 6.026                 | 3.025                 | 3.001                 | 6.047              | 15         | 5          |
| Mandiangin Koto Selayan (9)000 | 12,15        | 53.035              | 57.724                | 29.016                | 28.708                | 58.235             | 137        | 36         |
| Pulai Anak Air                 | 0,88         | 6.101               | 6.640                 | 3.329                 | 3.311                 | 6.728              | 13         | 5          |
| Koto Selayan                   | 0,73         | 1.658               | 1.777                 | 903                   | 874                   | 1.816              | 6          | 3          |
| Garegeh                        | 0,65         | 2.853               | 3.081                 | 1.564                 | 1.517                 | 3.098              | 7          | 2          |
| Manggis Ganting                | 0,65         | 4.958               | 5.330                 | 2.698                 | 2.632                 | 5.369              | 10         | 4          |
| Campago Ipuh                   | 1,39         | 10.319              | 11.371                | 5.798                 | 5.573                 | 11.396             | 21         | 4          |
| Puhun Tembok                   | 0,71         | 6.162               | 6.469                 | 3.219                 | 3.250                 | 6.506              | 18         | 6          |
| Puhun Pintu Kabun              | 3,61         | 7.272               | 7.916                 | 3.919                 | 3.997                 | 7.982              | 14         | 4          |
| Kubu Gulai Bancah              | 1,81         | 5.958               | 6.815                 | 3.411                 | 3.404                 | 6.926              | 18         | 2          |
| Campago Guguk Bulek            | 1,72         | 7.754               | 8.325                 | 4.175                 | 4.150                 | 8.414              | 30         | 6          |
| Aur Birugo Tigo Baleh (8)      | 6,25         | 26.602              | 29.794                | 14.822                | 14.972                | 29.764             | 92         | 37         |
| Belakang Balok                 | 0,50         | 2.277               | 2.870                 | 1.418                 | 1.452                 | 2.927              | 12         | 4          |
| Sapiran                        | 0,26         | 2.720               | 3.408                 | 1.762                 | 1.646                 | 3.379              | 11         | 6          |
| Birugo                         | 0,94         | 5.802               | 6.554                 | 3.272                 | 3.282                 | 6.608              | 18         | 6          |
| Aur Kuning                     | 0,90         | 6.941               | 7.533                 | 3.749                 | 3.784                 | 7.532              | 13         | 4          |
| Pakan Labuah                   | 1,18         | 3.268               | 3.487                 | 1.732                 | 1.755                 | 3.543              | 14         | 7          |
| Kubu Tanjung                   | 0,91         | 1.784               | 1.833                 | 902                   | 931                   | 1.858              | 8          | 4          |
| Ladang Cakiah                  | 0,74         | 2.201               | 2.290                 | 1.166                 | 1.124                 | 2.301              | 8          | 2          |
| Parit Antang                   | 0,82         | 1.609               | 1.819                 | 821                   | 998                   | 1.616              | 8          | 4          |
| Kota Bukittinggi (3 / 24)      | 25,23        | 121.028             | 134.641               | 67.505                | 67.136                | 135.489            | 338        | 106        |

## Geschichte
Die Stadt entstand aus fünf Dörfern. 1825 ließ der holländische General Hendrik Merkus de Kock hier eine Festung als holländischer Vorposten in den Padri-Kriegen (1821–1837) erbauen. Nach dieser Festung wurde die Stadt bis zur Unabhängigkeit Fort de Kock genannt.
Zwischen 1833 und 1841 wurde eine erste Straße erbaut, die zur Westküste führte.
1856 entstand eine Schule zur Lehrerausbildung (Kweekschool). Zwischen 1891 und 1894 wurde eine Eisenbahnlinie nach Payakumbuh und Padang gebaut.
Während der japanischen Besetzung Indonesiens im Zweiten Weltkrieg war hier das Hauptquartier der japanischen 25. Armee.
Während der indonesischen Revolution gab es in der Stadt 1947 einen islamistischen Aufstand.
Im Rahmen der zweiten Polizeiaktion besetzten am 22. Dezember 1948 niederländische Truppen die Stadt, die vorher bombardiert wurde. Im Dezember 1949 wurde die Stadt an die neue Republik übergeben.
1949 wurde die Stadt zu „Bukittinggi“ umbenannt. 1950 bis 1957 war sie Hauptstadt der großen Provinz Zentral Sumatra, die West Sumatra, Riau und Jambi umfasste. Während eines Aufstandes im Februar 1958 proklamierten Rebellen die Pemerintah Revolusioner Republik Indonesia (PRRI) in Bukittinggi, die sich nur bis Mai hielt.
Die Stadt ist der Geburtsort von Mohammad Hatta, der zusammen mit Sukarno die indonesische Unabhängigkeitserklärung verfasst hat und Indonesiens erster Vizepräsident war.
Bis 1998 war Bukittinggi Hauptstadt des indonesischen Regierungsbezirks (Kabupaten) Agam, seitdem ist es eine eigene Kota, die von Agam umgeben ist.
2008 verbot die Stadt Feierlichkeiten zum Valentinstag und Neujahr, da sie nicht zu den Traditionen der Minangkabau und des Islam passen würden.

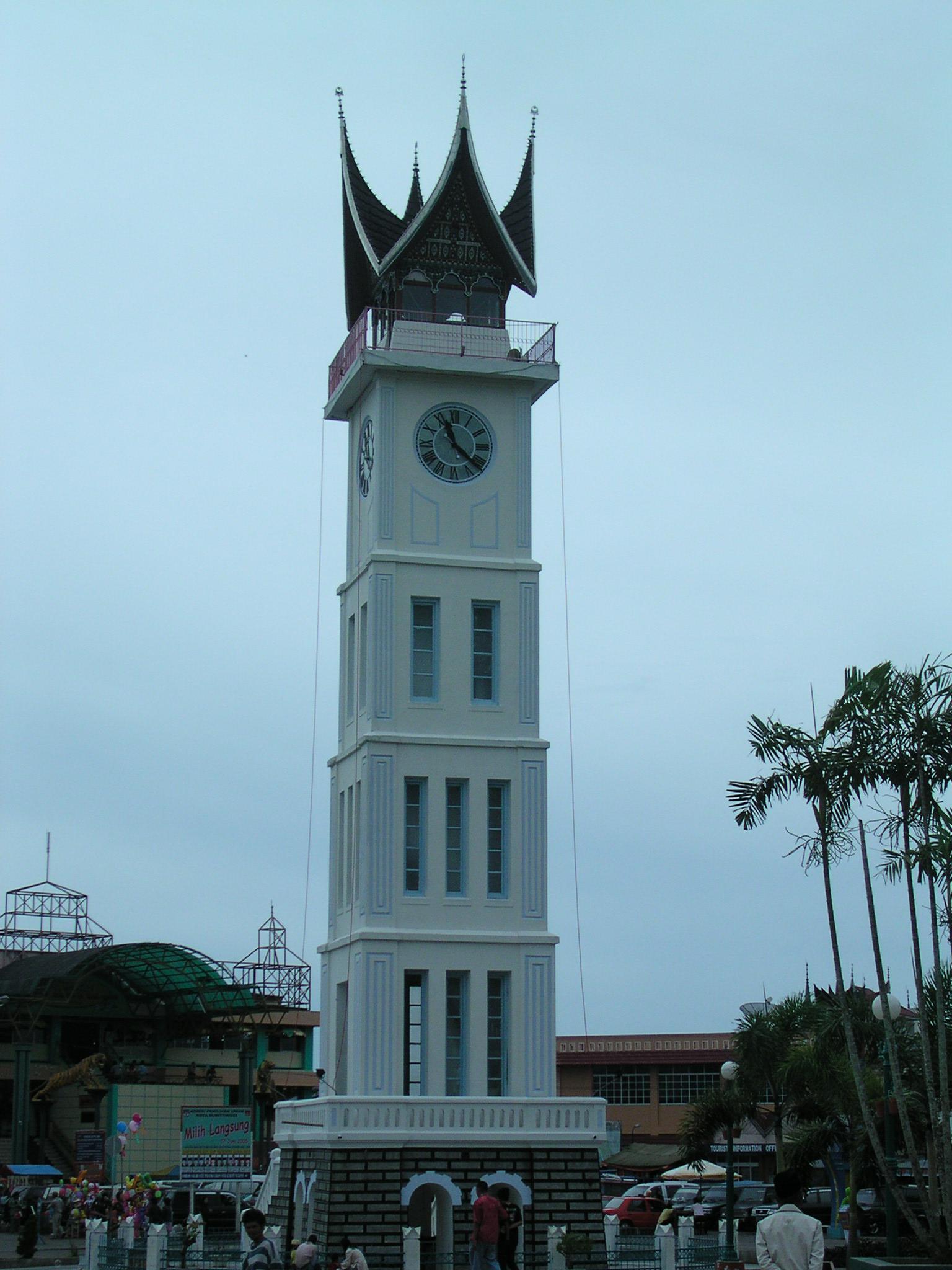
Uhrturm Jam Gadang

## Sehenswürdigkeiten
Bedingt durch die Höhenlage besitzt die Stadt ein angenehmes Klima und ist bei Touristen beliebt. Sie weist verschiedene Sehenswürdigkeiten auf:
- Fort de Kock, holländische Befestigungsanlage
- Jam Gadang, 26 Meter hoher, 1926 erbauter Uhrturm, Wahrzeichen der Stadt
- Pasar Atas und Pasar Bawah sind zwei belebte Märkte
- Lobang Jepang, japanische Munitionsbunker in Höhlen
- Taman Bundo Kanduang, in einem nachgebauten Minangkabau-Haus befindet sich das älteste Museum West-Sumatras mit regionalen Sammlungen. Zur Anlage gehört auch ein kleiner Zoo.
- Nicht weit entfernt liegen die Vulkane Marapi und Singgalang.
- Etwa 12 Kilometer westlich liegt der spektakuläre Maninjau-See.
- Etwa 50 Kilometer östlich liegt das Harau-Tal

## Verkehr
Bukittinggi liegt am Trans-Sumatra-Highway und ist mit Padang sowie der Westküste im Südwesten und mit Pekanbaru im Nordosten verbunden, weiterhin mit Panyabungan sowie Padang Sidempuan im Norden und Solok im Südosten. 
Bis in die 80er wurde Bukittinggi durch die Bahnstrecke Padang–Bukittinggi (mit einer Teilstrecke als Zahnradbahn) und die Bahnstrecke Bukittinggi–Payakumbuh erschlossen.
Der öffentliche Nahverkehr innerhalb der Stadt wird durch „Mersi“ (Merapi Singgalang) und „IKABE“ abgewickelt. In der Stadt gibt es Pferdekutschen, die „Bendi“ genannt werden und bei den Touristen beliebt sind.

## Persönlichkeiten
- Mohammad Hatta (1902–1980), Indonesiens erster Vizepräsident
- Aisjah Girindra (1935–2018), Biochemikerin und Hochschullehrerin
- Assaat Datuk Mudo (1904–1976), Politiker und Held der Unabhängigkeitsrevolution